# Clémence Ramnoux
Clémence Ramnoux (22 novembre 1905 – 27 mai 1997) est une historienne de la philosophie française, spécialiste de la pensée grecque présocratique.

## Biographie
Après une classe préparatoire au lycée Condorcet, Clémence Ramnoux entre à l'École normale supérieure (Lettres 1927 — l'une des trois premières femmes en lettres avec Simone Pétrement et Suzanne Roubaud), où elle côtoie Jean Beaufret et Simone Weil. Agrégée de philosophie en 1931, elle enseigne au lycée. Son doctorat la mène à l'université d'Alger, où elle enseigne de 1958 à 1963. Elle participe en 1965 à la création de l'université Paris-Nanterre avec Paul Ricœur et Jean-François Lyotard ; elle y enseigne jusqu'à sa retraite, en 1975.

## Bibliographie

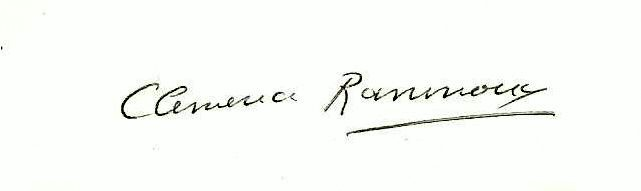
Signature de Clémence Ramnoux, vers 1972.